# Агишев, Мунир Хасьянович
Мунир Хасьянович Агишев (тат. Мөнир Агишев, Mönir Ağişef, 14 апреля 1932, Бигеево — 3 марта 1994, Казань) — архитектор, преподаватель, председатель правления Татарского отделения Союза архитекторов СССР (1962—1967).

## Биография
Родился 14 апреля 1932 года в деревне Бигеево. Окончил архитектурное отделение Азербайджанского политехнического института в 1956 году; после его окончания работал некоторое время в Дзержинске. В 1957 году переехал в Казань и работал на предприятии п/я 695.
В 1958—1960 годах работал архитектором в конторе «Дорпроект» Казанского отделения ГЖД, в 1960 году назначен главными архитектором министерства коммунального хозяйства Татарской АССР. С 1962 года — главный архитектор проектов в институте «Татаргражданпроект»; одновременно с этим являлся председателем правления Татарского отделения СА СССР (1962—1967) и преподавал в Казанском инженерно-строительном институте.
В 1971 году назначен главным архитектором Казани. После ухода с этой должности в 1990 году возглавлял собственную творческую мастерскую.

## Работы М. Х. Агишева
Мечеть в посёлке Кзыл-Байрак (1994 год, совместно с Тимуром Агишевым).

### В Казани
- здание магазина «Подарки» (Баумана, 13, 1966 год, совместно с И. Н. Агишевой).
- Дворец спорта (Кирова, 1, 1966 год).
- здание пригородного вокзала (Чернышевского, 36а, 1967 год).
- концертный зал Казанской консерватории (площадь Свободы, 3, 1967 год).
- межвузовский вычислительный центр (Парижской Коммуны, 25/39, 1968 год).
- гостиница «Татарстан» (Пушкина, 4, 1970 год совместно с Муниром Хайруллиным и Осией Беримом[тат.]).
- здание ТГАТ имени Галиаскара Камала (Татарстан, 1, совместно с Георгием Горлышковым).

Кроме того, при участии Агишева были разработаны проекты планировки центра Казани, района «Северное Заречье» и других местностей.

## Семья
- Жена — Инга Назимовна Агишева.
- Сыновья — Тимур, архитектор и Рауф, математик.[2]

## Известные адреса
- Казань, улица Груздева, дом 4.[3]
- Казань, улица Лесгафта, дом 20.[4]

## Память
Постановлением исполнительного комитета г. Казани от 25 мая 2015 года № 2159 вновь формируемая улица № 2 посёлка Чебакса Советского района была названа улицей Мунира Агишева.